# Koghes
Koghes – wieś w Armenii, w prowincji Lorri. W 2011 roku liczyła 381 mieszkańców.